# Gian Alfonso Pacinotti
Gian Alfonso Pacinotti  o Gianni Pacinotti, más conocido como Gipi (Pisa, 12 de diciembre de 1963), es un ilustrador, historietista y director de cine italiano.

## Biografía

### Inicios como historietista
Nacido el 12 de diciembre de 1963 en Pisa, Gipi estudió en el Liceo Artístico di Lucca, en la comunidad italiana de Lucca, de donde egresó en 1981. Más tarde estudió durante dos semanas en la Academia de Bellas Artes y posteriormente tomó clases de dibujo de figura humana en la Academia de Artistas de Barcelona. En 1982 tomó un curso de dibujo con Piazenza, Scozzari y los otros diseñadores "históricos" de la revista Frigidaire.
Empezó a ilustrar historias y cómics en 1992, y sus caricaturas políticas eran publicadas en el periódico satírico Cuore en 1994, tras el triunfo de Silvio Berlusconi, otros periódicos y publicaciones en las que colaboraba eran Blue, Clandestino, Boxer, Il Manifesto y La Straniero. Sin embargo, Gipi ha dicho que no se sentía comprometido con el oficio del caricaturista y por eso lo abandonó. Fue entonces cuando empezó a dibujar historias sobre sus amigos y sus juventudes perdidas, pues veía esto como una actividad política (como el caricaturismo). Para Gipi «contar la historia acerca de un tipo que murió a los veinte por una sobredosis de heroína era algo político. Señalaba que algo andaba mal con la sociedad italiana si tanta gente joven estaba muerta o en la cárcel».
La carrera de Gipi como creador de historietas grandes empezó en 2001. Cuando se encontró a Igort, editor de Coconino Press, en el festival de cómics de Lucca. Poco tiempo después, Gipi se encontraba trabajando en la que sería su primera obra íntegra, Exterior de noche.

### Exterior de Noche
La primera novela gráfica de Gipi que fue publicada se tituló Exterior de noche (editada inicialmente en Italia por Coconino Press en 2004), la cual cuenta cinco historias que están relacionadas entre sí. Gipi trabajó sobre ella «a lo largo de tres años, experimentando no sólo con lápices, tinta y acuarela, sino también con óleo, superposición de hojas transparentes, recortes e incisiones». Lo dibujó «todo sobre la marcha, sin un esquema ni un dibujo preparatorio. Sólo una de las historias del libro (Muttererde) tenía algo parecido a un guion». Al poco tiempo de haber sido publicado, Gipi empezó a obtener notoriedad dentro de Italia, ganando los premios de los festivales Napoli Comicon de Nápoles (Mejor dibujante) y Romics de Roma (Gran Premio), ambos en el 2004.

### Apuntes para una Historia de Guerra
En febrero de 2004, inmediatamente después del lanzamiento de Exterior de noche, Gipi empezó a trabajar en su nueva obra; Apuntes para una historia de guerra. Aunque al principio no sabía lo que hacía, Gipi dibujó las primeras catorce páginas de manera improvisada. Sin estudiar a los personajes. Tras esas primeras catorce páginas se detuvo por un mes y luego escribió un «guion serio». El resultado fue publicado por Coconino Press en Italia en 2004 y presentado al público en el festival Lucca Comics 2004, en el que también estuvieron presentes David B. y Craig Thompson y en el que se vendieron todos los ejemplares de la edición.

### Los Inocentes
De noviembre a enero, inmediatamente después de la publicación de Apuntes, Gipi trabajó en su nuevo libro, Los inocentes, que sería publicado en Italia por Coconino Press para el Festival de Angouleme y en Estados Unidos por Fantagraphics para la serie Ignatz. En esta ocasión Gipi no experimentó con técnicas ni materiales, aunque reconoció haber dibujado las últimas páginas muy rápidamente debido a escasez de tiempo, lo que les dio un aspecto más dinámico y naïve. Justo después de la publicación de este libro, Gipi anunció en su blog que su padre, Sergio Pacinotti (1922-2005), había fallecido. El dolor experimentado por su muerte le haría, más tarde, iniciar un nuevo álbum cuyo tema principal sería su padre.

### El Local
La muerte de su padre, aunque dolorosa, no le impidió continuar con su trabajo y en febrero inició una nueva historia, cuyo título provisional (que más tarde se volvería definitivo) sería El local. Sin una idea muy clara de a dónde quería llegar Gipi empezó dibujando y construyendo la historia sobre la marcha, como acostumbra. Gipi había manifestado en su blog que quería hacer una historia en color, pues hasta entonces todas sus historias habían sido bi-tonales. En septiembre Gipi terminó El local. Tras la edición de colores, corrección y encuadernación, el Local fue publicado en Italia por Coconino Press en 2005. Esta obra recibió algunos premios y muy buenas críticas, sin embargo Gipi la considera su «pieza más débil, probablemente porque [...] estaba en [su] momento más débil»
En palabras de Gipi, El local trata acerca de una pérdida. Cuando Gipi escribió la historia acababa de perder a su padre, cosa que lo marcó profundamente. Al mismo tiempo, con su partida, un sentimiento paralelo de "deseo" por la vida creció en él. En el primer boceto de El local uno de los personajes moría. Pero después cambió de idea a la pérdida de la cochera donde ellos estaban ensayando. Un objeto, un espacio, en lugar de una persona. En una entrevista Gipi dijo: «No construir la historia partiendo de un evento tan dramático como la muerte de alguien. Quería mantenerla ligera. También porque, en aquel momento de mi vida, estaba lidiando con la muerte de mi padre, quería concentrarme en la idea de que la vida sigue, en lugar de acabarse y perderse.»

### S.
Mientras trabajaba en El Local y desde el fallecimiento de su padre en enero, Gipi había estado haciendo apuntes y dibujos para una nueva historia que se titularía simplemente S. Gipi dijo en su blog haberla titulado así porque escribir el nombre completo de su padre (Sergio Pacinotti) era «demasiado doloroso» y también como señal de respeto e intimidad. Esta historieta, que más tarde sería muy laureada en los festivales de cómic y BD es una biografía de su padre y enfocándose a veces en la relación entre él y Gipi. Para Gipi este fue una catarsis, y por lo mismo fue muy difícil de crear, en su blog Gipi cuenta una anécdota: Mientras él está dibujando S. su madre lo visita, y le pide que le muestre sus avances, Gipi se niega, pues no quiere que su madre lea el cómic hasta que esté completo, la madre le pide entonces que le deje ver una sola escena, la del bombardeo, y Gipi, incapaz de negarse, accede. El libro fue terminado en septiembre del 2006 y editado por Coconino Press. En una entrevista, tras haber acabado el libro Gipi se refirió a él como su mejor obra porque le había curado el dolor que sentía por su padre.
En octubre, Apuntes para una Historia de Guerra ganó el Premio Especial de Fiesole, poco después la revista francesa Lire mencionó Apuntes en el lugar dieciocho de la lista de los veinte mejores libros del 2005, siendo esta la única historieta en la lista. Continuando con esta serie de premios, en diciembre la edición francesa de Apuntes ganó el Premio Goscinny 2006, lo que, en palabras del mismo Gipi, le otorgó reconocimiento dentro de su propio país y lo hizo empezar a ganar dinero. Tras Angouleme, Apuntes ganó el Prix de Margouilla al Mejor Álbum en el festival de Saint-Denis de la Réunion y fue nominado a Mejor Libro en el festival de Angouleme 2005. En Italia, Apuntes para una Historia de Guerra ganó en la categoría de Mejor Libro Italiano en el festival Romics 2005.
Durante el tiempo en que Apuntes fue laureada en Italia y Francia, Gipi estuvo trabajando sobre una nueva historia, titulada Han Encontrado el Coche y que sería la segunda entrega de la serie Ignatz. En marzo El Local fue enlistado en el puesto número uno de los diez mejores cómics del 2005 por Lo Spazio Bianco y ganó en la categoría Mejor Dibujo en el Comicon 2006 de Nápoles. En junio Gipi entra como colaborador oficial en L'Internatzionale.
Lo Spazio Bianco seleccionó S. Como el mejor libro del 2006.

### Mi vida mal dibujada
A partir de febrero de 2007 Gipi inició un nuevo libro, esta vez el tema central serían los piratas, en su blog, donde colgaba noticias sobre los avances, dibujos y apuntes, expresó su frustración para dibujar piratas, puesto que desconocía la ambientación histórica, las ropas, las estructuras de los barcos, las armas y la comida de los piratas del siglo XVIII. Este bloqueo le permitió revisar sus técnicas y corregir vicios del dibujo, el color y la composición, así como explorar con diferentes materiales, los tipos de papel, las acuarelas y los bolígrafos. Sin embargo, la incapacidad de Gipi para retratar fielmente la vida de un pirata del siglo XVIII lo llevaron a darle un giro a su historia de piratas y, acompañándola con dibujos sencillos de tema autobiográfico, le empezó a dar forma a su nuevo libro; Mi Vida Mal Dibujada que terminó en septiembre de 2008. Durante octubre y noviembre, Gipi hizo lecturas de él en voz alta en diferentes festivales y auditorios del norte de Italia y en diciembre el autor apareció en el programa de televisión L'Invasione Barbariche, lo que le dio una difusión a nivel nacional, pocos días después la primera edición de Mi Vida Mal Dibujada se había agotado y fue tal la demanda que se tuvieron que imprimir tres ediciones más.
En palabras del mismo Gipi, Mi Vida Mal Dibujada es «un rompecabezas desordenado compuesto por historias extraídas de mi propia vida y una historia alternativa sobre piratas. Había un momento en la historia en que debía hablar acerca del amor y las mujeres, pero era incapaz de hacer eso, así que encontré mi escape en una historia de piratas». «El Pirata representa mi lado oscuro, que siempre destruye las historias de amor que vivo».
Mientras trabajaba en su historia de piratas, S. ganó el premio a Mejor Libro Italiano en el festival Romics 2007 y en el festival Fumetti in TV de Treviso. Con S., ganadora en el Saló del Cómic en Barcelona en la categoría de Mejor Obra Extranjera Publicada en España tanto por el jurado como por el público, Gipi recibió su primer premio español. Está laureada obra sería más tarde adaptada al teatro.

### Como director de cine
A partir de enero de 2010, Gipi estuvo trabajando sobre la tercera parte de la trilogía Ignatz. Saliéndose completamente del contexto histórico en el que había trabajado, Gipi optó por basar esta obra en los tiempos de la Europa Central del siglo VIII. Este cómic (planeado para contar una historia en 32 páginas) se titularía I Vandali (Los Vándalos), tuvo que ser abandonado pues Gipi se embarcaría en un proyecto de dirección de cine. El largometraje en cuestión, un proyecto de la productora Fandango, en colaboración de Rai Cinema y Toscana Film Commission, se llama L'Ultimo Terrestre y está basado en el cómic Nessuno mi Farà del Male, de Giacomo Monti, "y habla sobre una Italia sumida en la crisis económica, a la espera de la llegada de una civilización extraterrestre, a través de los ojos de un hombre solitario." Gipi estuvo dirigiendo la película a lo largo de cinco semanas y trabajó en la edición una semana más, siendo un total de seis semanas en las que Gipi apenas podía dormir, y dibujar muy esporádicamente. 

Respecto a la película, Gipi dijo en una entrevisa: "La película es una narración sobre Italia y he intentado rodarla como a mí me gusta, sin un género en particular de referencia, ní cómico ni dramático", ha explicado el director. “En la primera escena llegan los extraterrestres a la tierra y parece que a nadie le importa. Tienen el aspecto típico de la ufología internacional, el mismo tamaño. Pero aquí los extraterrestres son de otro tipo, saben lo que está bien y lo que no, y no son discriminatorios como los humanos”. “Es raro ver un director que se siente tan a gusto como Gipi haciendo su ópera prima”, ha subrayado Procacci. "Tras el montaje, pensaremos en el estreno y la estrategia de distribución. Quizás lo mandemos a un festival".

 
-Fin de rodaje de L'ultimo terrestre, ópera prima del dibujante Gipi. Vittoria Scarpa. Cineuropa

### Proyectos actuales
Gipi tiene una tira satírica semanal en el periódico Internazionale, y realiza retratos e ilustraciones para el diario La Repubblica

## Influencias y estilo
Aunque en repetidas ocasiones Gipi ha dicho desconocer casi en su totalidad el medio del cómic, posee ciertos conocimientos, que probablemente adquirió gracias a Igort, su amigo y editor, quien le mostró historietas de otros autores, así como libros de teoría del cómic y producción de historietas. En una entrevista, Gipi dijo que su principal influencia era un historietista italiano llamado Andrea Piazenza, que fue su maestro (Gipi estudió con él cuando tenía 18 años), la lección más importante que Piazenza enseñó a Gipi fue que en la vida real hay suficiente drama y belleza como para escribir un sinfín de historias. Entre otras influencias destacan Art Spiegelman, de quien Gipi aprendió que con el cómic se puede contar cualquier historia, Anders Nilsen, de quien aprendió las diferentes maneras de trabajar con el tiempo, el silencio y los sentimientos, Dan Clowes, Charles Schulz, Hugo Pratt (quienes no lo influyeron en cuanto a técnica o narrativa, sino en la infancia, cuando al leerlos Gipi descubrió que con los cómics realmente se podían contar historias) y la pintura antigua, como los murales de Pompeya, por ejemplo.

### Estilo narrativo
Gipi es reconocido por su capacidad de improvisación. Empieza sus historias sin tener un plan fijo, un esquema narrativo o un guion y a medida que avanza sobre ellas el guion y la historia van perfilándose por sí mismos. 
El destino, la adolescencia, la delincuencia, la pérdida de la inocencia, el pasado y la amistad son temas recurrentes en las historias de Gipi, generalmente protagonizadas por jóvenes adolescentes que se desenvuelven en un entorno hostil y predominantemente masculino (la guerra, una banda de rock, un grupo de drogadictos). Sus historias las relata un narrador-testigo (cuyo nombre casi siempre es Giuliano) que representa al mismo Gipi durante su adolescencia y juventud. Algunas características constantes que el narrador siempre posee en todas sus historias son:
1. Es el personaje que goza de la posición social más privilegiada en el grupo.
2. Es el personaje más tímido, cobarde o tonto.
3. Está un poco apartado de la acción, las acciones importantes de la historia no son realizadas por él sino por sus amigos.
4. Es el personaje menos comprometido con el grupo, como si no perteneciera a él completamente, por lo general sus amigos tienen consciencia de ello y lo ven como alguien "diferente" o "distinto".
5. Es de naturaleza reflexiva y se cuestiona constantemente sus propios actos y los de sus amigos.
6. Es el personaje que se percata de lo que está sucediendo, su percepción de las cosas, las situaciones y las personas parece ser la más amplia que la del resto de sus amigos.

### Estilo visual y herramientas
Gipi tiene una línea fina y temblorosa, sus dibujos parecen hechos con demasiada rapidez y poca planeación. Por lo general las sombras y las luces de sus historietas las da con acuarela.
En varias entrevistas y críticas se ha enfatizado la atención que Gipi pone en el lenguaje corporal de los personajes, lo que muchas veces le permite otorgarles una mayor profundidad y hacerlos más reales.
En la obra de Gipi abundan las onomatopeyas, a diferencia de las onomatopeyas propias del cómic más comercial, Gipi mimetiza sus onomatopeyas con el ambiente, desde el sonido de alguien que se está rascando y dedos tamborileando impacientemente sobre la mesa hasta truenos y motores de automóviles, Gipi pone mucho detalle en los sonidos que rodean a la escena, pues «en la vida real siempre hay una serie de ruidos rodeándonos, si no ponemos atención los escucharemos. El silencio no existe en la vida real. También los sonidos rompen el ritmo de lectura, creando pausas y tiempos.» En algunas de sus tiras incluso los objetos hablan, como si su presencia manifestara algo, o como si complementaran las palabras de sus dueños.
Gipi no tiene reparo en informar a los lectores de su blog cuales son las herramientas que maneja. El papel que usa se llama Moulin du coq-Le Bleu que importa desde Francia, ya que no es distribuido en Italia. En palabras de Gipi este papel «es muy resistente y permite aplicar varias veladuras con la acuarela sin deslavar o traerse el color que hay debajo.» Durante la producción de El local Gipi usó un bolígrafo fino Pilot 0,4. «El mejor que hay, aunque es raro encontrarlo y se corre un poco con el agua.» Gipi escanea sus dibujos con un Epson Expression 1680.

### Reglas éticas
Gipi es conocido en el medio por establecer ciertos parámetros (que él llama reglas éticas) antes de iniciar un proyecto. Respecto a las reglas Gipi ha dicho: «Establecer límites es definitivamente una parte importante de mi trabajo [...] Estos límites o reglas que me impongo a mí mismo mientras trabajo en una historia, pueden manifestarse de diferentes maneras. Morales o formales.» Estas "reglas éticas" le permiten a Gipi evitar caer en clichés y lo obligan a desarrollar técnicas narrativas y gráficas más creativas.
En Apuntes para una historia de guerra Gipi se puso varias reglas que escribió en su blog: «No hacer páginas dobles (splash-pages). No darle aire a las escenas. Hacer una composición de las páginas siempre igual. No mostrar escenas de combate [...] No contar cosas que no tengan por lo menos un doble interés. Una doble lectura. Si las anécdotas que cuento no tienen una interpretación simbólica, no las cuento porque a nadie deberían interesarles.» Las primeras doce páginas de Apuntes fueron improvisadas, fue entonces cuando Gipi se dio cuenta de que allí había una historia que quería contar, así que empezó a darle forma por medio de un guion. Esta fue una historieta en blanco y negro debido a que el presupuesto con el que Gipi contaba era escaso. Su editorial, Coconino Press no iba a invertir en un cómic en color de un autor desconocido (Apuntes sería apenas la segunda obra de Gipi) y en todo caso Gipi quería que, «como la historia se desarrollaba durante la guerra, quería que tuviera un aspecto como de diario sencillo, sin páginas dobles o efectos hermosos.»
Tras terminar Apuntes para una historia de guerra, y mientras trabajaba en El local, Gipi se impuso nuevas reglas: No usar notas musicales (♪ y ♫) que «vuelen por toda la página u otras traducciones ineficaces de la música en el cómic.» Entonces Gipi estableció la regla de no usar lápiz al dibujar las escenas en que la banda ensaya, sino atacar el papel directamente con su pluma. Es por esto que: «en las escenas en que los chicos ensayan hay muchos errores en las líneas del dibujo, que muchos lectores interpretaron como decisiones estilísticas. Odio decepcionarlos; pero esas líneas chuecas son en verdad errores.» Según Gipi, este «probó ser un buen método, pues hacía que los errores representasen la torpeza y fragilidad de las decisiones que tomamos cuando somos jóvenes, especialmente cuando vives en una sociedad carente de modelos a los que referirse.» Sin embargo Gipi ha dicho en otras entrevistas que durante la realización de El local fue cuando menos respetó las reglas éticas y también dijo que en El Local no había habido reglas: «Hice el libro justo después de la pérdida de mi apdre. Yo estaba realmente débil, así que no hubo reglas especiales. Bastante difícil de por sí era tener que trabajar, no podía además cargar limitaciones éticas sobre mis hombros.» En El local, Gipi uso colores, porque «quería hacer una historia en color, todas mis historias anteriores habían sido bi-cromáticas» y además, la editorial Coconino seguramente se arriesgaría pagando por una historia en color, pues Gipi ya era un autor conocido y su libro seguramente se vendería.
Durante la realización de S. Gipi se forzó a escribir el texto directamente sobre la página, sin ningún tipo de guion. 120 páginas de pura improvisación sin la posibilidad de correcciones. Como el libro era un tributo a su padre, Gipi no quería ser bueno contando la historia, sino sincero.

## Obras

### Novela gráfica
- Exterior noche (2003)
- Apuntes para una historia de guerra (2004)
- El local (2005)
- S. (2006)
- Mi vida mal dibujada (2008)
- Unahistoria (2013)
- La tierra de los hijos (2016)

### Cine
- L'ultimo terrestre (2011)
- Smettere di fumare fumando (2012)
- Il ragazzo più felice del mondo (2018)
- La terra dei figli (2021)

## Premios y distinciones
Festival Internacional de Cine de Venecia
| Año  | Categoría                       | Trabajo nominado   | Resultado |
| ---- | ------------------------------- | ------------------ | --------- |
| 2011 | Premio Fondazione Mimmo Rotella | L'ultimo terrestre | Ganador   |